# Great Southern Railway
Great Southern Railway (GSR) – australijski przewoźnik kolejowy będący operatorem trzech głównych połączeń transkontynentalnych w południowej części tego kraju: 
- Indian Pacific: Sydney - Adelaide - Perth
- The Ghan: Adelaide-Alice Springs - Darwin
- The Overland: Melbourne - Adelaide

Ponadto do firmy należy luksusowy pociąg turystyczny The Southern Spirit, jeżdżący na różnych trasach.
Firma powstała w 1997 po tym, jak konsorcjum złożone z firm Serco, GB Railways i Macquarie Bank wygrało przetarg na zakup połączeń kolejowych obsługiwanych dotąd przez państwową firmę Australian National Railways. Od tego czasu struktura własnościowa GSR zmieniała się i aktualnie firma należy w całości do brytyjskiej grupy Serco.
Tabor GSR składa się wyłącznie z wagonów. Operatorem ciągnących je lokomotyw jest przewoźnik towarowy Pacific National.